# Infanticidio

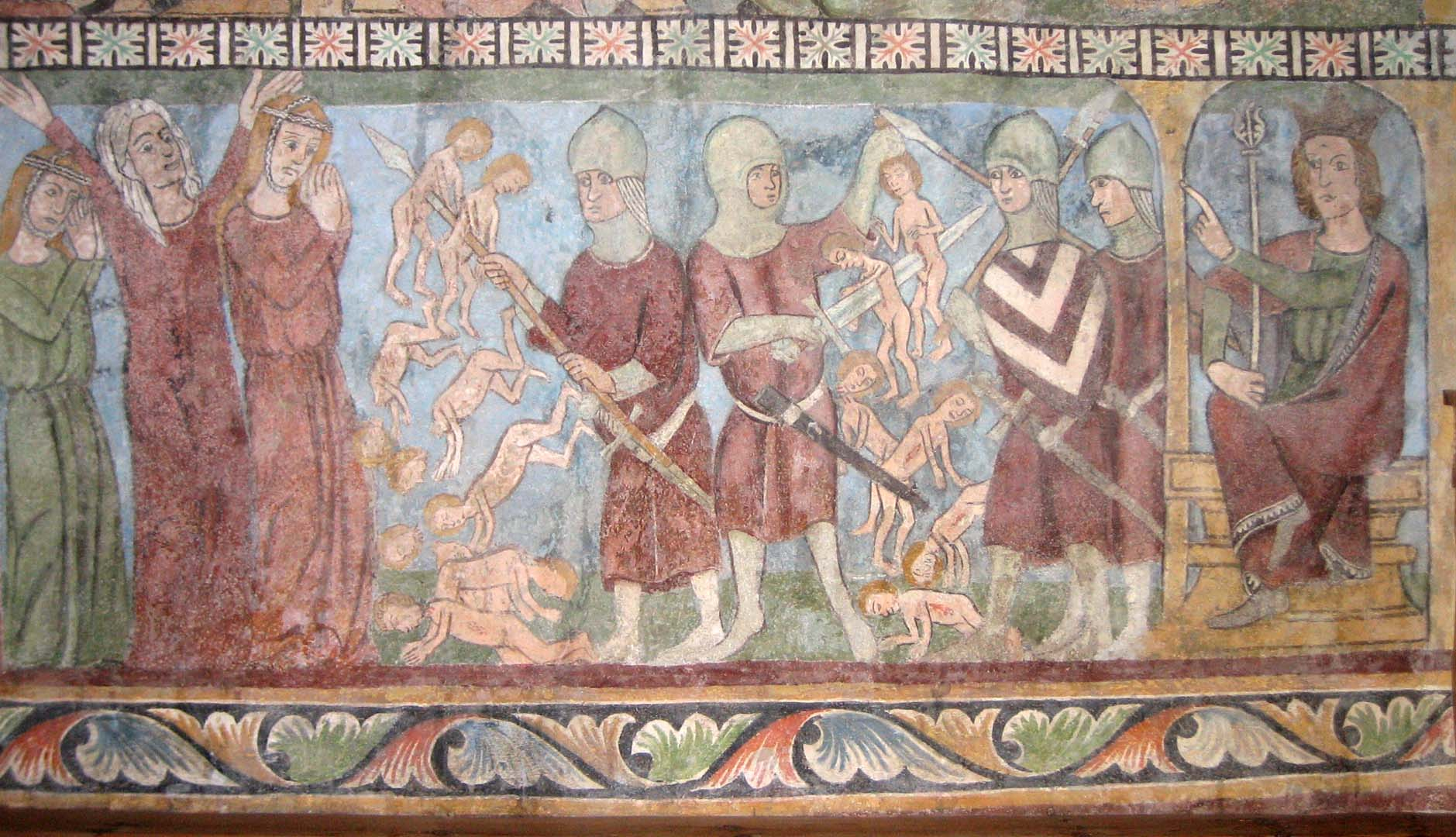
Fresco en Lüen, Suiza, sobre un infanticidio masivo. Es el famoso infanticidio del año dos de nuestra era, llamado de los Santos Inocentes cuando el rey Herodes (a la derecha del fresco) ordena matar a todos los niños menores de 2 años en Judea por envidia del nacimiento de Jesucristo, quien se profetizaba sería Rey de los Judíos.

El infanticidio es el homicidio doloso de un infante.
La criminología reconoce varias formas de asesinato no paternal de niños. En muchas sociedades pasadas ciertas formas de infanticidio eran consideradas permisibles, mientras que en la mayoría de las sociedades modernas se considera a la práctica inmoral y criminal. No obstante, aún sucede — en el mundo occidental generalmente debido a la enfermedad mental de alguno de los padres o conductas violentas, y en algunos países pobres como una forma de control de la población, algunas veces con aceptación social.
Si bien el número exacto varía en función del país y de las diferentes culturas, se mantiene la tendencia de que la mayoría de infanticidios son cometidos por las madres. Concretamente, según un estudio en doce países, el 71.7 % de los infanticidios fueron cometidos por mujeres, según otro estudio en treinta y tres países el 54,7 % de los filicidios fueron cometidos por las madres y, en un estudio en trece países, el 100 % de los neonaticidios fueron cometidos por las mujeres.

## El infanticidio a través de la historia y prehistoria

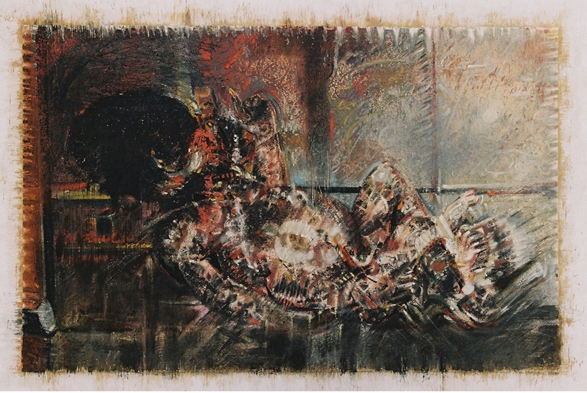
Infanticidio de artista mexicano Antonio García Vega.

La práctica del infanticidio ha tomado muchas formas. El sacrificio de niños a deidades o fuerzas sobrenaturales, tal como el practicado en Cartago, como ofrenda a Moloch, es solo el caso más sonado del mundo antiguo. Independientemente de sus causas, a través de la historia el infanticidio ha sido común. La antropóloga Laila Williamson señaló:
El infanticidio ha sido practicado en todos los continentes y por gente de todos niveles de complejidad cultural, desde los cazadores nómadas hasta nuestros propios ancestros. Más que una excepción, ha sido la regla.
Un método típico de infanticidio en la antigua Europa y Asia era simplemente abandonar al infante,  dejándolo que muera por expósito. En las tribus de Oceanía el infanticidio se llevaba a cabo por medio de sofocar al infante, mientras que en la Mesoamérica prehispánica y el incario se realizaba mediante el sacrificio (véase abajo). 

### Paleolítico y neolítico
Se han hallado esqueletos decapitados de niños homínidos con evidencia de canibalismo. Joseph Birdsell cree en escalas de infanticidio de 15-50% del número total de nacimientos en tiempos prehistóricos. Williamson calcula menores proporciones, de 15-20%. Ambos creen que altos índices de infanticidio persistieron hasta el desarrollo de la agricultura. Algunos antropólogos comparativos han calculado que el 50% de los neonatos de sexo femenino fueron matados por sus padres en el paleolítico.

### En el mundo antiguo
El sacrificio de niños, o asesinato ritual de niños a fin de aplacar a seres sobrenaturales, era mucho más común en el mundo antiguo que en tiempos presentes.

#### En el Nuevo Mundo
Los arqueólogos han hallado evidencia física de sacrificio de niños en varios lugares. Algunos de los casos mejor atestiguados son los diversos sacrificios infantiles que eran parte de las prácticas religiosas en Mesoamérica y el Imperio inca.

#### En el Viejo Mundo
Tres mil huesos de niños pequeños, con evidencia de sacrificio ritual, se han encontrado en Cerdeña. Los infantes eran ofrecidos a la diosa de Babilonia Ishtar. Los pelasgos ofrecían sacrificios de cada décimo niño en tiempos difíciles. Los sirios sacrificaron niños a Júpiter y a Juno. Muchos restos de niños fueron encontrados en las excavaciones de Gezer con señales de sacrificio. Esqueletos de niños con marcas de sacrificio también fueron hallados en el Egipto de los años 950-720 a. C.. En Cartago "el sacrificio [de niños] en el mundo antiguo alcanzó su infame cenit". Además de los cartagineses, otros pueblos afines: fenicios y cananeos, moabitas y en el culto a Adramelec en la ciudad de Sefarvaim ofrecieron a su primogénito como sacrificio a sus dioses.

##### Cartago

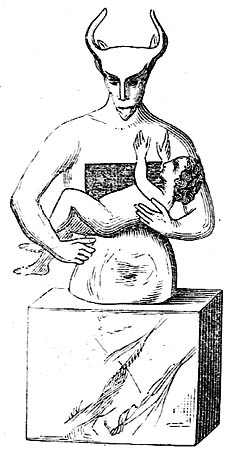
Moloch Baal

Los fenicios y los cartagineses sacrificaban infantes a sus dioses. En tiempos modernos se han encontrado miles de huesos chamuscados de infantes en sitios arqueológicos. Una de esas áreas albergaba tanto como 20.000 urnas funerarias. Se calcula que el sacrificio de niños se realizó por siglos en esa región. Plutarco (aprox. 46-120 d. C.) menciona la práctica, como lo hace Tertuliano, Orosio, Diodoro Siculo y Filo. La Biblia hebrea también menciona lo que parece ser sacrificio de niños practicado en un sitio llamado Tofet (del hebreo taph o toph, quemar) por los cananeos, ancestros de los cartagineses, y por algunos israelitas. Escribiendo en el siglo III a. C., Clitarco, uno de los historiadores de Alejandro Magno, describió a los infantes rodar dentro del flameante altar sacrificial. Diodoro Sículo escribió que los bebés eran asados hasta morir en el fuego adentro del dios Baal Hamon, una estatua de bronce.

##### Grecia y Roma
Los griegos históricos consideraban bárbara la práctica del sacrificio de adultos y niños. Sin embargo, el expósito de los recién nacidos se practicaba extensamente en Grecia y Roma. Filón fue el primer filósofo en pronunciarse en contra de ello. Una carta de un ciudadano romano a su esposa, fechada en 1 a. C., muestra la naturaleza casual con la que el infanticidio era visto:
"Has de saber que sigo en Alejandría. [...] Te pido y ruego que te hagas de buen cargo de nuestro hijo bebé, y tan pronto como reciba el pago te lo enviaré. Si das a luz [antes de que regrese a casa], si es varón, mantenlo; si es una niña, deséchala."
En las épocas más antiguas de la historia de Roma era tradicional que el recién nacido fuera traído al pater familias, el patriarca familiar, quien entonces decidiría si el niño iba a mantenerse y a criarse, o si sería dejado a morir por expósito.  Las Doce Tablas de la ley romana le obligaban a matar al niño que naciera deforme. El infanticidio llegó a ser un crimen capital en la ley romana en 374 d. C., pero a los ofensores raramente se les perseguía.

##### Judaísmo
Tácito escribió que los judíos "consideran un crimen matar a cualquier bebé tardío". Josefo, cuyo trabajo provee pistas importantes para entender el judaísmo del primer siglo, escribió que Dios "le prohíbe a las mujeres causar aborto de lo que se ha engendrado, o destruirlo más tarde".

##### Tribus europeas paganas
John Boswell creía que en las antiguas tribus germánicas los infantes no queridos eran abandonados, generalmente en el bosque. "Era costumbre de los [teutones] paganos que si querían matar a un hijo o hija lo podían hacer antes de que se le diera cualquier comida".
El sacrificio de niños fue practicado por los galos, celtas y los irlandeses. "Mataban a las infelices y miserables criaturas con mucho lamento y riesgo, para regar la sangre alrededor de  Crom Cruach", una deidad precristiana de Irlanda.
En su muy influyente libro Los orígenes de la civilización, John Lubbock describió unos huesos quemados que indicaban prácticas de sacrificio de niños en la Bretaña pagana.

### Cristianismo
En el año 374 la Iglesia prohibió el infanticidio, modalidad característica de la Antigüedad hasta el siglo IV d. C. como método anticonceptivo y fue reemplazado por el abandono como forma peculiar de vínculo paterno-filial entre los siglos IV y XIII, junto con la entrega a las ama de crianza, la cesión en adopción y la internación en conventos o monasterios.
Las Enseñanzas de los apóstoles o Didaché dice "No matarás al niño por aborto ni matarás a lo que nace". La Epístola de Barnabás contiene un mandamiento idéntico. Tan difundida estaba esta enseñanza en la cristiandad que los apologistas Tertuliano, Atenágoras, Minucio Félix, Justino Mártir y Lactancio también mantuvieron que abandonar al neonato a una muerte segura era un acto inicuo. En 318 Constantino consideró el infanticidio un crimen, y en 374 Valentiniano ordenó que se criaran a todos los niños (el expósito de bebés, especialmente de niñas, aún era común). El Concilio de Constantinopla declaró que el infanticidio era homicidio, y en 589 el Tercer Concilio de Toledo tomó medidas en contra de la costumbre hispanorromana, que aún perduraba en época visigoda, de matar a sus propios críos.

#### Edad Media
La prohibición de la iglesia no evitó que los cristianos europeos siguieran practicando subrepticiamente el infanticidio y que solo a partir del nacimiento de la pediatría en el siglo XVIII disminuyera la mortalidad infantil.
Mientras los teólogos y el clero predicaban para salvar las vidas de los neonatos el abandono continuó, como puede verse en el registro literario y en los documentos legales. Según William L. Langer, el expósito en la Edad Media "fue practicado en una escala gigantesca y con absoluta impunidad, señalada por los escritores con la más frígida indiferencia". A finales del siglo XII, señala Richard Trexler, las mujeres romanas tiraban a sus recién nacidos al río Tíber incluso a la luz del día.
A diferencia de otras regiones europeas, en la Edad Media la madre alemana tenía el derecho de abandonar al neonato. En Gotland, Suecia, los niños también eran sacrificados.

### Rusia
En Rusia, los campesinos sacrificaban a sus hijos al dios pagano Perun[cita requerida]. Aunque las leyes eclesiásticas prohibían el infanticidio, solía practicarse. En la Rusia medieval las leyes seculares no trataban con lo que, a ojos de la iglesia, era un crimen.
En Kamchatka, a los bebés se les mataba y tiraban el cadáver a los perros salvajes. El explorador estadounidense George Kennan señaló que entre los Koryaks, un pueblo mongoloide del noreste de Siberia, el infanticidio aún era común en el siglo XIX. En los partos dobles, uno de los gemelos siempre era sacrificado.

### Georgia
Antiguamente, los svans, un grupo etnográfico de Georgia, mataban a los neonatos femeninos llenándoles la boca con ceniza caliente.

### China
Marco Polo, el afamado explorador, vio a neonatos abandonados en Mangi. La sociedad china promovía el feminicidio. El filósofo Han Fei, un miembro de la aristocracia gobernante del siglo III a. C., quien desarrolló una escuela de leyes, escribió: "Respecto a los niños, un padre y madre, cuando producen un niño se felicitan uno con el otro, pero si producen una niña le dan muerte". Tanto para los Hakka como en Yunnan, Anhwei, Szechwan, Jiangxi y Fujian un método tradicional para matar a la neonata no deseada era meterla en una cubeta de agua fría, a la cual llamaban "agua de bebés".

### Japón
En Japón la palabra del habla común que se empleaba por infanticidio solía ser "mabiki", que significa cortar las plantas de un jardín tupido. Se calcula que a un 40% de los neonatos se les mataba en Kyushu. Un método típico en el antiguo Japón era asfixiar con papel mojado al bebé cubriendo su boca y nariz. El mabiki persistió en el siglo XIX y a inicios del siglo XX.

### India y Pakistán
El infanticidio de bebés femeninos fue sistemático entre los rajputs feudales en la India. De acuerdo al historiador Firishta (ca. 1560-1620), tan pronto como una bebé nacía se la mantenía "en una mano, con un cuchillo en la otra, para que cualquier persona que quisiera esposa pudiera tomarla en ese momento; de otra manera se la mataba inmediatamente ". La práctica del infanticidio femenino era común entre los habitantes de Kutch, Kehtri, Nagar, Guyarat, Miazed, Kalowrie y Sind (Pakistán).
No era infrecuente que los padres arrojaran a un niño a los tiburones en el Río Ganges como ofrenda sacrificial. Los colonizadores británicos no pudieron proscribir la práctica sino hasta inicios del siglo XIX.

### Arabia y el islam
En su tratado sobre el infanticidio, Larry S. Milner afirma que "el infanticidio femenino era común a través de toda Arabia durante este período" (la Arabia preislámica), especialmente por medio de enterrar viva a la recién nacida.
El infanticidio está explícitamente proscrito por el Corán. "Y no mates a tus niños por temor a la pobreza; Les damos sustento y vosotros también; seguramente matarlos es un gran pecado".

## Tribus
El infanticidio en las sociedades tribales era más frecuente que el infanticidio tanto en Occidente como en las civilizaciones orientales.

### África
En África a algunos neonatos se les mataba por temor de que fueran un mal augurio, o debido a que eran considerados de mala suerte. A los gemelos generalmente se les daba muerte en Arebo. También los Nama hotentotes de África del suroeste practicaban infanticidios, así como los habitantes de la región del Lago Victoria; los Tsuana; los pueblos del África portuguesa oriental; los Ilso e Ibo de Nigeria, los habitantes de los chaparrales y los Kung del desierto Kalahari. Los Kikuyu, el grupo más populoso de Kenia, practicaban la matanza ritual de los recién nacidos gemelos. Lucien Lévy-Brühl señaló que, debido al temor de sobrevenir una sequía, si un bebé nacía por los pies en la África Británica Oriental, era asfixiado. Los Tsuana hacían lo mismo porque temían que el neonato trajera mala fortuna a los padres. Similarmente, William Sumner señaló que los Vadshagga mataban a los niños cuyos incisivos superiores salieran primero. Si una madre moría en el parto entre el pueblo Ibo de Nigeria, el neonato era enterrado vivo con ella. El bebé sufría una suerte similar si el padre moría.
En un libro publicado en 1928, Nathan Miller escribió que entre la tribu Kuni cada madre había matado al menos a uno de sus niños. El sacrificio de niños también fue practicado de manera tan tardía como 1929, en Zimbabue, donde una hija de un jefe tribal podía ser usada para ser sacrificada como petición de lluvias.

### Oceanía
El infanticidio entre los nativos de las islas de Oceanía es un fenómeno difundido. En algunas áreas de las islas Fiyi hasta al 50% de los recién nacidos se les mataba. En el siglo XIX en Ugi, en las islas Salomón, casi el 75% de los nativos habían sido llevados de tribus vecinas debido a los altos índices de infanticidio: una característica única de estas sociedades tribales. En San Cristóbal, otra de las islas Salomón, el primogénito era considerado "ahubweu" y era enterrado vivo. Como excusa de su conducta ante los misioneros occidentales, algunos padres en la Nueva Guinea británica se quejaron: "Las niñas [...] no se vuelven guerreros, y no se quedan para cuidarnos en nuestra vejez".

#### Australia
Según Bronislaw Malinowski, quien escribió un libro sobre los australianos nativos a inicios de los años 1960, "el infanticidio es practicado entre todos los nativos australianos". La práctica ha sido reportada en Tasmania, Australia Occidental, Australia Central, Australia del Sur, en el Territorio del Norte, en Queensland, Nueva Gales del Sur y en Victoria. El antropólogo Géza Róheim escribió:
Cuando los Yumu, Pindupi, Ngali, o Nambutji estaban hambrientos, se comían a los pequeños sin motivos ceremoniales o animísticos. Entre las tribus del sur, los Matuntara, Mularatara, o Pitjentara se comían a cada segundo niño en la creencia de que la fuerza del primero se duplicaría con semejante procedimiento.
Las unidades familiares generalmente consistían de tres hijos. Brough Smyth, un investigador decimonónico, calculó que en Victoria aproximadamente el 30% de los nacimientos concluían en infanticidio. Mildred Dickeman está de acuerdo de que la cifra es acertada en otras tribus australianas como resultado de un exceso de nacimientos. También se observó canibalismo en Victoria todavía a principios del siglo XX. La tribu Wotjo, así como las tribus del bajo Río Murray, a veces mataban al neonato para alimentar al hermano mayor.
Thomas Robert Malthus escribió que, en la región de Nueva Gales del Sur, cuando la madre moría a los lactantes se les enterraba vivos con ella. En la región del Río Darling el infanticidio era practicado "por un golpe en la nuca; por estrangulamiento con una cuerda, o por asfixia con arena".
En Queensland una mujer tribal podía tener hijos después de los treinta años. De otra manera se mataría a los bebés.
La tribu Aranda en el Territorio del Norte usaba el método de ahogar al neonato con carbón, arena o matarlo con un palo.
De acuerdo a James George Frazer, en las tribus de Beltana en Australia del Sur era común matar al primogénito.
Los gemelos siempre eran asesinados por los Arrernte en Australia central. En la tribu Luritcha solía haber canibalismo ocasional de niños pequeños.
Aram Yengoyan calculó que, en Australia Occidental, el pueblo Pitjandjara mataba al 19% de los neonatos.
En el siglo XIX los nativos de Tasmania fueron exterminados por los colonizadores, quienes los consideraban una raza degenerada. Richard H. Davies (fl. década de 1830-1887), un hermano del archidiácono Davies, escribió que "a las mujeres [de Tasmania] se les conoce por abandonar a sus infantes a fin de alimentar a cachorros de perros", los cuales se usarían posteriormente para la caza. Al igual que otros australianos tribales, cuando la madre moría el niño era enterrado también.

### Polinesia
En las antiguas sociedades polinesias el infanticidio era común. Se esperaba que las familias criaran no más de dos niños. Escribiendo sobre los nativos, Raymond Firth señaló: "Si otro niño nace, es enterrado en la tierra y cubierto con piedras".

#### Hawái
En Hawái el infanticidio era una práctica socialmente aceptada antes de las misiones cristianas. Métodos infanticidas incluían estrangular a los niños o, más frecuentemente, enterrarlos vivos.

#### Tahití
El infanticidio estaba bastante diseminado en Tahití. Los métodos incluían la sofocación, romper el cuello y el estrangulamiento.

### Norteamérica
El infanticidio y el sacrificio de niños eran practicados en el Nuevo Mundo en tiempos en que la práctica había sido considerablemente abandonada en Europa occidental.

#### Los esquimales
No hay un acuerdo sobre la proporción de la frecuencia de infanticidio de bebés femeninos en la antigua población esquimal. Carmel Schrire menciona diversos estudios que van del 15-50% al 80%.
Los esquimales polares mataban al niño tirándolo al mar. Incluso hay una leyenda en el folclore esquimal, "El niño no deseado", donde una madre arroja a su niño al fiordo.
Las tribus de Yukón y Mahlemuit de Alaska abandonaban a las niñas recién nacidas y les llenaban la boca con hierba antes de dejarlas morir. En la zona ártica de Canadá los esquimales abandonaban a sus bebés no deseados sobre el hielo.
El infanticidio de mujeres esquimales desapareció en la década de los treinta y cuarenta del siglo XX después del contacto con las culturas occidentales del sur.

#### Canadá
El Manual de indios norteamericanos reporta infanticidio y canibalismo entre los indios Dene y aquellos de las montañas Mackenzie.

#### Estados Unidos
Entre los shoshones orientales había carestía de mujeres indias como resultado del infanticidio femenino. Para los nativos americanos de Maidu los gemelos eran tan peligrosos que no solo los mataban a ellos, sino a la madre también. En la región conocida actualmente como Texas del sur, los indios Mariame practicaban el infanticidio de mujeres a gran escala. Las esposas eran obtenidas de los grupos vecinos.

#### México
Bernal Díaz del Castillo cuenta que, después de desembarcar en la costa de Veracruz, él y sus compañeros de armas se toparon con un templo dedicado a Tezcatlipoca. "Y tenían sacrificados de aquel día dos muchachos, y abiertos por los pechos, y los corazones y sangre ofrecidos [a] aquel maldito ídolo y no consentimos que tal sahumerio nos diesen; antes tuvimos gran lástima de ver muertos aquellos dos muchachos, y ver tan grandísima crueldad". En Historia verdadera Díaz describe otros sacrificios de niños en los pueblos antes de que los españoles llegaran a la gran capital azteca, Tenochtitlan.
Durante la época colonial en México el ordenamiento jurídico que regía al territorio eran las Leyes de Indias o las Leyes de España, por ejemplo, el Fuero Juzgo, las cuales establecían como pena la muerte o ceguera a los ascendientes que cometieran infanticidio. 
En la legislación mexicana actual el Código Penal Federal dictamina que la muerte del infante debe ser causada dentro de las 72 horas posteriores a su nacimiento y debe ser causada por alguno de los ascendientes.

### América del Sur
Aunque la documentación académica de infanticidios en la población nativa de América del Sur no es tan abundante como la de América del Norte, los índices parecen ser similares.

#### Brasil
Los indígenas de Tapirapé en Brasil permitían no más que tres niños por mujer; y no más de dos podían ser del mismo sexo. Si la regla se rompía, se practicaba el infanticidio. Los pueblos de Bororo mataban a todos los neonatos que no parecieran lo suficientemente sanos. El infanticidio también está documentado en el caso de los Korubo del Amazonas.

#### Perú, Paraguay y Bolivia
Mientras que el rito sacrificial de niños conocido como Capacocha era practicado en las grandes ciudades de Perú, el sacrificio de niños en las tribus prehispánicas de la región está menos documentado. Sin embargo, incluso los estudios contemporáneos de los indios Aimara revelan altos índices de mortandad entre los neonatos, especialmente de mujeres, lo cual sugiere infanticidio. El infanticidio entre la tribu Chaco en Paraguay se calcula tan alto como el 50% de todos los recién nacidos de esa tribu, que generalmente eran enterrados vivos. La costumbre infanticida tenía tales raíces entre los Ayoreo en Bolivia y Paraguay que persistió hasta el siglo XX.
Perú
La conducta delictiva que se conoce con el nomen iuris de infanticidio se encuentra regulado en el tipo penal del artículo 110 del código sustantivo, el que literalmente señala:
La madre que mata a su hijo durante el parto o bajo la influencia del estado puerperal, será reprimida con pena privativa de libertad no menor de uno ni mayor de cuatro años o con prestación de servicio comunitario de cincuenta y dos a ciento cuatro jornadas.
Tipicidad Objetiva
El infanticidio se configura cuando la madre ocasiona, ya sea por acción u omisión, la muerte dolosa del producto de su gestación durante o en circunstancias del parto o cuando se encuentre bajo los efectos del estado puerperal.
Aun cuando en la doctrina nacional ni en la jurisprudencia hay acuerdo unánime sobre el contenido de las frases "durante el parto" y "estado puerperal", nosotros sostenemos que aquellas frases deben ser entendidas haciendo uso de la ciencia médica. De ahí que, para resolver cada caso concreto, los médicos legistas y profesionales en psicología serán de importante asesoramiento.
Durante el parto
En la ciencia médica, se entiende por parto a la función fisiológica natural mediante el cual el producto del embarazo es expulsado del vientre materno al mundo exterior. Ello significa que se inicia desde el momento que la gestante comienza a sentir intensos dolores que avisan el inminente nacimiento y finaliza cuando es totalmente expulsado al exterior el nuevo individuo.

## En la actualidad
La práctica ha llegado a ser menos común en el mundo occidental, pero continúa en áreas de extrema pobreza y sobrepoblación, como China y la India. Las neonatos de sexo femenino, en el pasado y en el presente, son particularmente vulnerables: un factor en el femicidio.

### En África
A pesar de que es ilegal, en Benín, África occidental, los padres secretamente continúan con sus costumbres infanticidas.

### En la India
La práctica ha continuado en algunas áreas rurales de la India.

### La situación en China
Hubo acusaciones de que ocurría infanticidio en la República Popular de China debido a la política de un solo hijo, aunque la mayoría de los demógrafos no creen que la práctica esté difundida. En los años 1990, un tramo del Río Yangtsé se conocía como sitio común de infanticidio por medio del ahogamiento, hasta que el gobierno hizo más difícil el acceso. Otros aseveran que China tiene 25 millones menos de mujeres que lo esperado, y que el aborto selectivo puede ser parcialmente responsable. El uso ilegal del ecógrafo está difundido en China, con sonógrafos itinerantes en camionetas en estacionamientos ofreciendo sonografías baratas para determinar el sexo del feto.

### En Norteamérica
Los Estados Unidos estaban clasificados en undécimo lugar por niños menores de 1 año asesinados; y cuarto en aquellos asesinados de 1 a 14 años (el último caso no necesariamente significa filicidio). En ese país más de 600 niños fueron asesinados por sus padres en 1983. En Canadá 114 casos de asesinato de niños por un padre fueron reportados durante 1964-1968. Algunos casos de repercusión mediática han sido los de Amy Grossberg y Brian Peterson, Genene Jones, Marybeth Tinning, Melissa Drexler y Waneta Hoyt.

## Eutanasia de niños
A diferencia del infanticidio, en algunos casos la eutanasia de niños es considerada humanitaria. Joseph Fletcher, fundador de la llamada "ética situacional" y un impulsor de la eutanasia, propuso que el infanticidio sea permitido en casos de severos defectos de nacimiento. Ha sugerido que se trata de la extensión lógica y aceptable del aborto.

## Explicaciones del fenómeno
Diversas y frecuentemente contradictorias explicaciones han sido propuestas para entender al infanticidio.

### Determinismo ambiental
Marvin Harris calculó que entre los cazadores del paleolítico, al 23-50% de los neonatos se les daba muerte. También escribió que el infanticidio de niñas era una forma de control demográfico. La postura de Harris ha sido criticada como ejemplo de "determinismo ambiental".

### Explicación Antinatalista
Un grupo de humanos en hambruna evitarían tener hijos y en especial hijas que en un futuro traerían nuevos integrantes a su grupo que solo traerían más escasez y problemas. Esto se ha repetido a lo largo de la historia y no solo se ha efectuado en humanos sino en hembras de animales domesticados.

### Explicación psicológica
Una minoría de académicos se suscribe a una escuela alternativa de pensamiento, considerando la práctica como "forma temprana de infanticidio". Atribuyen los deseos infanticidas de los padres como una masiva proyección psicopatológica del inconsciente de la madre sobre el niño, debido a un ancestral maltrato de parte de los padres de la misma madre.

#### Efectos en los niños sobrevivientes
Además del debate sobre la moralidad del infanticidio en sí, existe algún debate sobre los efectos del infanticidio sobre los hijos sobrevivientes, y los efectos de tal forma de crianza en las sociedades que sancionan la práctica. Hay quienes han argumentado que, de forma difundida, tal práctica provoca un enorme daño psicológico en los otros hijos. Por otra parte, al estudiar las sociedades que practican el infanticidio Géza Róheim reportó que incluso las madres infanticidas de Nueva Guinea que se comen al niño no afectan el desarrollo de la personalidad de los hijos sobrevivientes; que "estas son buenas madres que se comen a sus propios hijos ". El trabajo de Harris y William Divale sobre la relación entre infanticidio femenino y la guerra sugiere, sin embargo, que existen amplios efectos negativos.

## Legislación
La figura del infanticidio en el derecho penal no guarda relación con el asesinato de menores sino con el "honor" de las mujeres. La legislación da por supuesto que la madre soltera asesina a su hijo recién nacido para ocultar su "dignidad mancillada"".
En el derecho penal, este delito se tipifica como la muerte causada al neonato dentro de las siguientes setenta y dos horas a su nacimiento, por alguno de sus ascendientes consanguineos.
Uno de los métodos más conocidos para averiguar si un neonato nació con o sin vida, es extraer una muestra de uno de sus pulmones, para posteriormente introducirse en agua (docimasia pulmonar hidrostática). Si la muestra del pulmón flota significa que tiene aire, o sea, que el neonato respiró al momento de nacer, y por ello, nació vivo. Por el contrario, si la muestra del pulmón no flota, es porque el neonato jamás respiró y entonces nació sin vida o mortinato.

### Argentina
La figura del infanticidio contemplada en la ley argentina hacía referencia exclusivamente a la madre que asesina a su hijo durante el posparto, no a la matanza de niños en general. Esta figura jurídica hacía referencia a la mujer que para preservar su "honor" asesinaba a su bebé para ocultar su "deshonra", es decir, la mujer soltera.
La figura del infanticidio contemplada en la ley 11.179 (Código Penal de la Nación Argentina) fue derogada por la ley 17.567. Regresó con la ley 20.509 y fue nuevamente derogada con la ley 21.338. En 1984 reapareció a partir de las reformas del texto ordenado del Código Penal (decreto 3992/84). Finalmente, la ley 24.410 del 30 de noviembre de 1994 derogó el tipo penal de infanticidio, que disponía en el inciso 2.º del art. 81: 

Se impondrá reclusión hasta tres años o prisión de seis meses a dos años a la madre que, para ocultar su deshonra, matare a su hijo durante el nacimiento o mientras se encontrara bajo la influencia del estado puerperal y a los padres, hermanos, marido e hijos que, para ocultar la deshonra de su hija, hermana, esposa o madre, cometieren el mismo delito en las circunstancias indicadas en la letra a del inciso 1º de este artículo.

En el caso de cualquier asesinato de un niño este crimen es juzgado como un homicidio simple excepto en el caso del padre o la madre en el cual el vínculo genera un agravamiento de la condena.

### Ecuador
Al igual que en Argentina y el resto de los países el infanticidio es considerado en la legislación ecuatoriana como un problema relacionado con el "honor mancillado" de la madre soltera y no se refiere al asesinato común de la población infantil en general.
El delito del infanticidio se encuentra enunciado en el artículo 453 del Código Penal ecuatoriano, según el cual se configura cuando la madre que por ocultar la deshonra matare al hijo recién nacido siendo reprimido este delito con la pena de reclusión menor de tres a seis años. En el segundo inciso del mismo artículo se menciona que igual pena se impondrá a los abuelos maternos que, para ocultar la deshonra de la madre, cometieren este delito.

### Perú
En la legislación peruana, esta regulada en el artículo 110  del Código Penal, según  Bramot Arias " La madre que mata a sus hijo durante el parto o bajo la influencia del estado puerperal, será reprimida con pena privativa de libertad no menor de uno ni mayor de cuatro años, o con prestación de servicio comunitario de cincuentidos a ciento cuatro jornadas"

## En animales

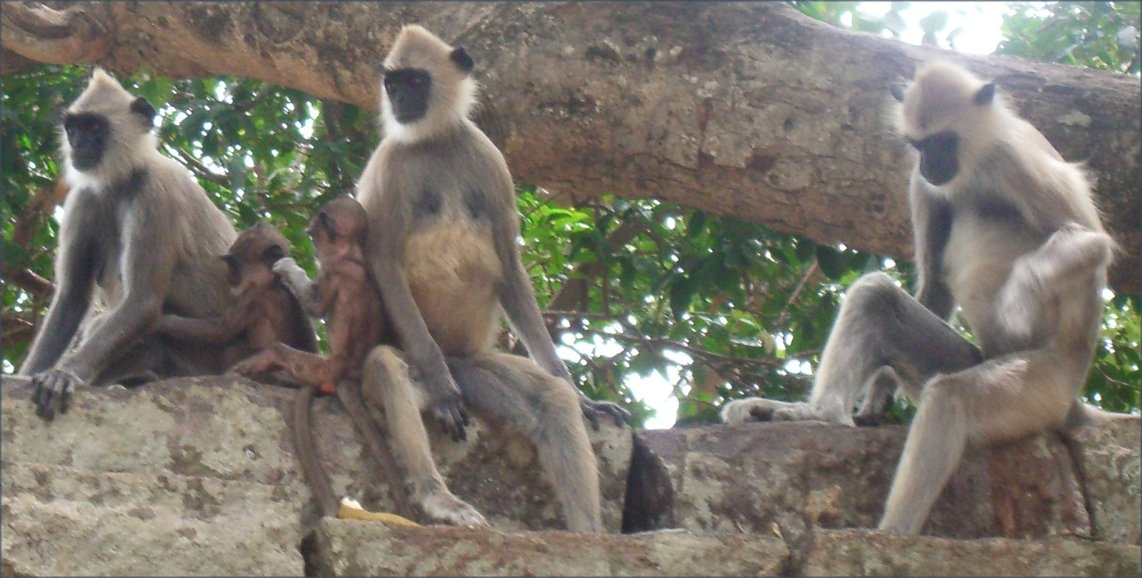
El infanticidio ocurre en la naturaleza, como en las comunidades de los monos langures.

Aunque el infanticidio humano ha sido ampliamente estudiado, la práctica se ha observado en muchas otras especies del reino animal desde que el fenómeno fue estudiado por Yukimaru Sugiyama. Las especies infanticidas incluyen desde los microscópicos rotíferos e insectos hasta los peces, anfibios, aves y aún mamíferos. El infanticidio es perpetrado tanto por los machos como por las hembras.
De acuerdo a estudios realizados por la Universidad de Kioto en los primates no humanos, incluyendo ciertos tipos de gorilas y chimpancés, varias condiciones propician la tendencia al infanticidio en algunas especies (a efectuar solo por los machos), entre ellas se encuentran: La vida nocturna, la ausencia de construcción de nidos, el acentuado dimorfismo sexual en donde el macho es mucho más grande que la hembra, el apareamiento en una temporada específica y el elevado período de lactancia sin reanudación del estado de celo en la hembra.